# Havet omkring Danmark (dokumentarfilm fra 1970)
 For alternative betydninger, se Havet omkring Danmark. (Se også artikler, som begynder med Havet omkring Danmark)
Havet omkring Danmark er en dansk dokumentarfilm fra 1970 instrueret af Jørgen Vestergaard og efter manuskript af Henning Nystad.

## Handling
Havet om vinteren - om sommeren - i sol - i storm - som levevej - som rekreation - som blid idyl - som barsk skønhed - på disse og mange andre indtryk af de danske farvande bygger denne frie stemningsfantasi om det altomgivende hav omkring Danmark.